# Снифф
Снифф (швед. Sniff, фин. Nipsu) — персонаж серии книг, написанных финской шведскоязычной писательницей Туве Янссон.

## Характеристика
Снифф — друг Муми-тролля. Маленький длиннохвостый зверёк, наподобие крысёнка. Является сыном зверька Шнырька (в оригинале — Родда) и зверюшки Сос. Немного труслив. Склонен к занудству. Очень ранимый и милый зверек. Любит всё яркое и блестящее. Нашёл свой грот (хоть и не совсем самостоятельно), о чём неустанно повторяет всем окружающим. Любит существ ещё меньше себя. Любимая фраза: «Это приключение может быть опасно для такого маленького зверька, как я». Очень дорожит своим хвостом.